# Battle Creek (Michigan)
Battle Creek è una città degli Stati Uniti d'America nella contea di Calhoun, nello Stato del Michigan.
È nota come la "città dei cereali", ospitando, tra l'altro, la sede della Kellogg Company, multinazionale specializzata in prodotti cerealicoli per la colazione ed è nota anche perché il 21 maggio 1863 è stata fondata la Chiesa cristiana avventista del settimo giorno.